# Chiến dịch Compass
Chiến dịch Compass là hoạt động quân sự lớn đầu tiên của phe Đồng Minh trong Chiến dịch Sa mạc Tây thời Chiến tranh thế giới thứ hai. Các lực lượng Anh và Khối Thịnh vượng chung đã tấn công đội quân Ý tại miền tây Ai Cập và đông Libya trong thời gian từ tháng 12 năm 1940 đến tháng 2 năm 1941. Lực lượng Sa Mạc Tây của trung tướng Sir Richard O'Connor với khoảng 30.000 quân đã tiến đến Mersa Matruh (Ai Cập) trong một cuộc đột kích kéo dài 5 ngày nhằm vào các vị trí của quân Ý thuộc Tập đoàn quân số 10 của Thống chế Rodolfo Graziani có đến khoảng 150.000 quân trong các đồn trại quanh Sidi Barrani và miền đông Libya (Cyrenaica).
Chiến dịch này là một thắng lợi tuyệt đối cho quân Đồng Minh. Tập đoàn quân số 10 Ý nhanh chóng bị đánh bại và người Anh đã mở rộng chiến dịch, truy kích tàn quân Ý đến tận Beda Fomm và El Agheila trên Vịnh Sirte. Phía Anh mất 1.900 người chết và bị thương, chiếm 10% lực lượng bộ binh của họ, đổi lấy việc bắt được 138.298 tù binh Ý và Libya, 420 xe tăng cùng hơn 845 khẩu pháo và máy bay. Tuy nhiên sau đó quân Anh đã không thể tiếp tục tiến qua El Agheila do tình trạng xe cộ hỏng hóc và hao mòn, cũng như việc các đơn vị được trang bị tốt nhất bị điều đi tham gia trận Hy Lạp.

## Bối cảnh

Khu vực chiến sự của Chiến dịch Compass từ tháng 12 năm 1940 đến tháng 2 năm 1941

### Tập đoàn quân số 10 Ý
Khi chiến tranh bùng nổ, Tập đoàn quân số 5 của tướng Italo Gariboldi đóng ở tây Libya tại Tripolitania còn Tập đoàn quân số 10 của tướng Mario Berti đóng ở phía đông tại Cyrenaica. Đến khi quân Pháp ở Tunisia không còn đe dọa Tripolitania sau trận chiến nước Pháp, nhiều đơn vị thuộc Tập đoàn quân số 5 được dùng để tăng cường cho Tập đoàn quân số 10. Tháng 6 năm 1940, Balbo chết trong một vụ tai nạn, Thống chế Graziani lên thay ông ta làm Toàn quyền Libya. Graziani tỏ ra nghi ngờ khả năng đánh bại người Anh của lực lượng phi cơ giới dưới quyền mình, mặc dù số lượng đã được cơ giới hóa phần lớn của họ ít hơn. Sau khi được tăng cường từ lực lượng của Tập đoàn quân số 5, Tập đoàn quân số 10 đã nắm trong tay tương đương 4 quân đoàn với 150.000 bộ binh, 1.600 khẩu pháo, 600 xe tanket và xe tăng cùng 331 máy bay. Quân đoàn XX có Sư đoàn Bộ binh số 60 Sabratha. Quân đoàn XXI có Sư đoàn Áo đen số 1 23 Marzo, Sư đoàn Áo đen số 2 28 Ottobre và Sư đoàn Bộ binh số 63 Cirene. Quân đoàn XXII có Sư đoàn Bộ binh số 61 Sirte. Quân đoàn XXIII có Sư đoàn Áo đen số 4 3 Gennaio và Sư đoàn Bộ binh số 64 Catanzaro.
"Cụm Sư đoàn Libya" (Gruppo Divisioni Libiche) mới gồm có Cụm Maletti, Sư đoàn Libya số 1 Sibelle của thiếu tướng Luigi Sibelle và Sư đoàn Libya số 2 Pescatori của thiếu tướng Armando Pescatori. Đơn vị duy nhất không phải sư đoàn bộ binh mà Berti có trong tay là Cụm Maletti thiết giáp hạng nhẹ được cơ giới một phần. Cụm Raggruppamento Maletti (Đại tướng Pietro Maletti) được thành lập tại Derna ngày 8 tháng 7 năm 1940 để làm đơn vị cơ giới chính của Tập đoàn quân số 10, bao gồm 7 tiểu đoàn bộ binh cơ giới Libya, một đại đội xe tăng Fiat M11/39, một đại đội xe tanket L3/33, các đơn vị pháo binh cơ giới và tiếp tế. Ngày 29 tháng 8, thêm nhiều xe tăng chuyển từ Ý đến nơi, Bộ chỉ huy Xe tăng Libya (Comando carri della Libia) được thành lập dưới quyền Đại tá Valentini với 3 Raggruppamenti. Cụm Raggruppamento Aresca (Đại tá Aresca) với Tiểu đoàn Xe tăng Hạng trung I, các Tiểu đoàn Xe tăng Hạng nhẹ số 31, 61 và 62, Cụm Raggruppamento Trivioli (Đại tá Antonio Trivioli), với Tiểu đoàn Xe tăng Hạng trung II, một đại đội thiếu và các Tiểu đoàn Xe tăng Hạng nhẹ IX, XX, LXI; còn cụm Raggruppamento Maletti với Tiểu đoàn Xe tăng Hạng nhẹ LX và đại đội M11/39 còn lại đến từ Tiểu đoàn Xe tăng Hạng trung II. Cụm Raggruppamento Maletti trở thành một phần của Quân đoàn Hoàng gia Quân Thuộc địa Libya (Regio Corpo Truppe Coloniali della Libia) với Sư đoàn Libya số 1 Sibelle và Sư đoàn Libya số 2 Pescatori.

### Lực lượng Sa Mạc Tây
Bộ tư lệnh Trung Đông dưới quyền Đại tướng Archibald Wavell có khoảng 36.000 lính, 120 khẩu pháo, 275 xe tăng và 142 máy bay với 2 phi đội Hawker Hurricane, 1 phi đội Gloster Gladiator, 3 phi đội Bristol Blenheim, 3 phi đội Vickers Wellington và 1 phi đội Bristol Bombay, với khoảng 46 máy bay tiêm kích và 116 máy bay ném bom. Lực lượng Sa Mạc Tây do trung tướng Richard O'Connor làm tư lệnh, bao Sư đoàn Bộ binh số 4 (Ấn Độ) của thiếu tướng Noel Beresford-Peirse và Sư đoàn Thiết giáp số 7 của thiếu tướng Sir Michael O'Moore Creagh. Từ ngày 14 tháng 12, quân lính thuộc Sư đoàn Bộ binh số 6 Úc của thiếu tướng Iven Giffard Mackay thay thế Sư đoàn Ấn Độ số 4 được điều đi Đông Phi, có không đến một lữ đoàn. Quân Anh sở hữu một số xe tăng tốc độ nhanh Cruiser Mk I, Cruiser Mk II và Cruiser Mk III được trạng bị pháo Ordnance QF 2 pao ưu việt hơn so với tăng Fiat M11/39. Quân Anh còn có một số lượng nhỏ tăng bộ binh Matilda II tốc độ chậm nhưng giáp mạnh và cũng được trang bị pháo 2 pao. Lớp giáp của xe tăng Matilda không thể bị xuyên thủng bởi súng chống tăng hay pháo dã chiến của Ý.

### Đụng độ tại biên giới
Ý tuyên chiến với Anh và Pháp vào ngày 10 tháng 6 năm 1940. Trong thời gian vài tháng sau đó, những cuộc đột kích và đụng độ giữa quân Ý với quân Anh và lực lượng Khối Thịnh vượng chung đã nổ ra ở Ai Cập. Ngày 12 tháng 6 năm 1940, Hạm đội Địa Trung Hải bắn phá Tobruk. Các tàu tuần dương HMS Liverpool và HMS Gloucester cũng đấu súng với tàu tuần dương San Giorgio của Ý. Máy bay ném bom của Hải quân Hoàng gia Anh thuộc các phi đội số 45, 55 và 211 đã đánh 1 quả bom trúng tàu San Giorgio. Ngày 19 tháng 6, tàu ngầm HMS Parthian của Anh phóng 2 quả ngư lôi vào tàu San Giorgio nhưng trượt. Vai trò của San Giorgio sau đó là hỗ trợ cho các đơn vị phòng không địa phương và tuyên bố đã bắn rơi hoặc làm bị thương 47 máy bay Anh. Cũng chính tàu San Giorgio đã bắn hạ nhầm chiếc máy bay Savoia-Marchetti SM.79 chở Italo Balbo, toàn quyền Libya và tổng tư lệnh các lực lượng Ý tại Bắc Phi.

## Mở màn

### Quân Ý tiến vào Ai Cập

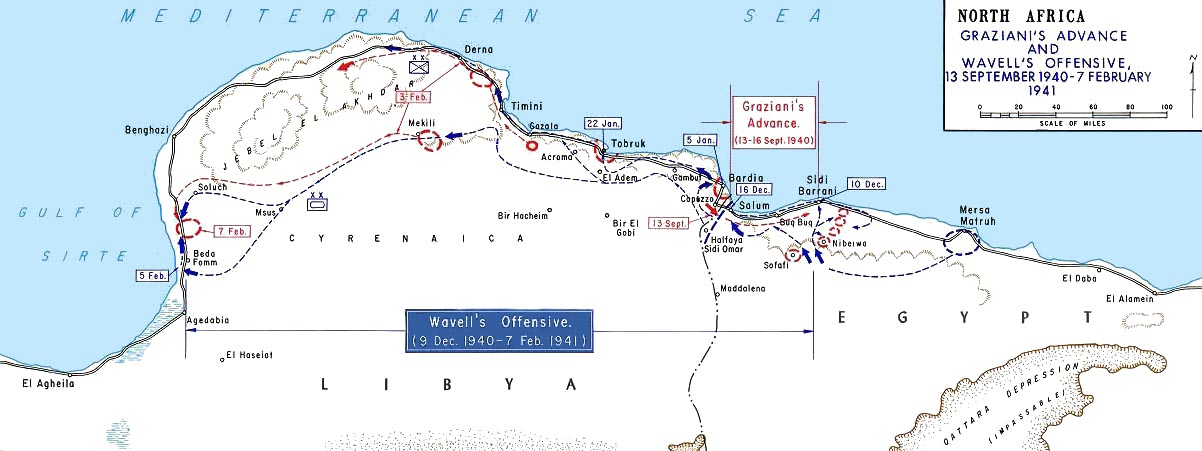
Bản đồ cuộc tấn công của Ý và cuộc phản công của Anh (Chiến dịch Compass)

Ngày 13 tháng 9 năm 1940, Tập đoàn quân số 10 Ý tiến vào Ai Cập trong Chiến dịch E (Operazione E). Khi người Ý tiến lên, lực lượng nhỏ của Anh đóng tại Sollum rút lui về vị trí phòng ngự chính ở phía đông Mersa Matruh. Cuộc tiến quân của Ý bị quấy nhiễu bởi Trung đoàn Bảo vệ Coldstream số 3, cùng với pháo binh và các đơn vị khác. Sau khi chiếm lại Đồn Capuzzo, quân Ý tiến khoảng 95 km trong 3 ngày và đến 16 tháng 9 thì dừng lại tại Maktila, vượt qua Sidi Barrani 16 km. Quân Ý đào hào lập trại để chờ đợi tiếp viện và tiếp tế dọc theo Via della Vittoria, đoạn mở rộng của con đường Balbo được xây dựng từ biên giới. Năm trại quân được dựng lên trong khoảng xung quanh Sidi Barrani từ phía Maktila, chạy dọc 24 km dọc theo bờ biển về phía đông, phía nam tới Tummar East, Tummar West và Nibeiwa, phía tây nam đến Sofafi trên đoạn công sự dốc đứng.

### Kế hoạch của phía Anh
Sau khi người Ý tiến quân, Wavell đã ra lệnh cho tư lệnh quân đội Anh tại Ai Cập là trung tướng Sir Henry Maitland Wilson vạch kế hoạch một chiến dịch hạn chế nhằm đẩy lui quân Ý. Chiến dịch Compass, do những lý do hành chính, ban đầu chỉ được dự định là một cuộc đột kích kéo dài 5 ngày nhưng có xem xét đến việc tiếp tục tiến hành các hoạt động nhằm khai thác chiến thắng. Ngày 28 tháng 11, Wavell đã viết cho Wilson như sau:
Tôi không đặt quá nhiều hy vọng vào chiến dịch này, nhưng có mong muốn đảm bảo chắc chắn rằng nếu như giành được một cơ hội lớn thì chúng ta đã chuẩn bị sẵn sàng về mặt đạo đức, tinh thần và hành chính để tận dụng nó một cách tối đa.— Wavell
Cụm Yểm trợ số 7 sẽ theo dõi động tĩnh các trại quân của Ý trên đoạn công sự dốc đứng quanh Sofafi nhằm ngăn cản quân đồn trú ở đó can thiệp, trong khi phần còn lại của sư đoàn và Sư đoàn Ấn Độ số 4 vượt qua khe hở Sofafi–Nibeiwa. Một lữ đoàn Ấn Độ và các xe tăng bộ binh thuộc Trung đoàn Xe tăng Hoàng gia số 7 (7th RTR) sẽ tấn công Nibeiwa từ phía tây, còn Sư đoàn Thiết giáp số 7 bảo vệ sườn phía bắc của họ. Một khi Nibeiwa bị chiếm, lữ đoàn Ấn Độ thứ hai cùng với Trung đoàn Xe tăng Hoàng gia số 7 sẽ tiến đánh Tummars. Lực lượng Selby (gồm Tiểu đoàn Bảo vệ Coldstream số 3 cùng với một số pháo binh) đồn trú tại Matruh sẽ kiềm chế các trại quân địch tại Maktila trên bờ biển còn Hải quân Hoàng gia Anh sẽ oanh tạc Maktila và Sidi Barrani. Việc chuẩn bị được giữ bí mật và chỉ có vài sĩ quan được biết trong bài tập huấn luyện được tổ chức ngày 25–26 tháng 11, rằng những mục tiêu được đánh dấu gần Matruh là ám chỉ Nibeiwa và Tummar; quân lính cũng chỉ được báo là sẽ có một bài huấn luyện thứ hai tiếp theo và không hay biết rằng chiến dịch đã trở thành thực tế cho đến ngày 7 tháng 12, khi họ tới các điểm xuất phát.

### Quân Anh tập hợp
Cuối ngày 8 tháng 12, một phi công trinh sát Ý báo cáo rằng cuộc tấn công vào Maktila và Nibeiwa đã sắp xảy ra, nhưng tướng Maletti lại không nắm được. Vào thời điểm ngày 9 tháng 12, Sư đoàn Libya số 1 Sibelle đóng tại Maktila và Sư đoàn Libya số 2 Pescatori đóng tại Tummar. Cụm Maletti đóng tại Nibiewa và Sư đoàn Áo đen số 4 3 Jennaio cùng tổng hành dinh Quân đoàn Libya đóng tại Sidi Barrani. Sư đoàn Bộ binh 63 Cirene và tổng hành dinh quân đoàn XXI đóng tại Sofafi, còn Sư đoàn Bộ binh 64 Catanzaro đóng ở Buq Buq. Tổng hành dinh Quân đoàn XXIII và Sư đoàn Áo đen số 2 28 Ottobre lần lượt đóng ở Sollum và Đèo Halfaya còn Sư đoàn Bộ binh 62 Marmarica đóng ở Sidi Omar, phía nam Sollum. Lúc này tướng Berti đang nghỉ ốm; tướng Gariboldi, Sư đoàn Áo đen số 1 23 Marzo và tổng hành dinh Tập đoàn quân số 10 đã lại trở về Bardia (khi Berti đến Libya thì nó còn trong tay người Anh). Chiến dịch Compass (người Ý gọi là la battaglia della Marmarica/Trận Marmarica) bắt đầu vào đêm ngày 7/8 tháng 12. Lực lượng Sa mạc Tây có Sư đoàn Thiết giáp số 7, Sư đoàn Ấn Độ số 4 và Lữ đoàn Bộ binh số 16 đã tiến 113 km đến tuyến xuất phát. Không quân Hoàng gia Anh công kích các sân bay của Ý và phá hủy hoặc làm hư hại 29 máy bay trên mặt đất. Lực lượng Selby (lữ đoàn trưởng A. R. Selby) với 1.800 quân (số lượng lớn nhất từng thấy cho một nhóm vận tải) tiến đến từ Matruh, lập một lữ đoàn xe tăng bằng cao su trên sa mạc và tới một vị trí ở đông nam Maktila trong chiều 9 tháng 12. Maktila bị tiểu chiến hạm HMS Terror và pháo hạm HMS Aphis oanh tạc; Sidi Barrani cũng bị pháo hạm HMS Ladybird pháo kích.

## Diễn biến

### Trận chiến của các trại

#### Nibeiwa
Bài chi tiết: Trận Nibeiwa
Vào lúc 5 giờ sáng ngày 9 tháng 12, pháo binh bắt đầu bắn pháo nghi binh từ phía đông vào khu căn cứ kiên cố ở Nibeiwa trong một giờ, do Cụm Maletti trấn giữ và lúc 7 giờ 15 sáng, các đơn vị pháo binh của sư đoàn bắt đầu bắn phá sơ bộ. Lữ đoàn bộ binh Ấn Độ số 11, dưới sự chỉ huy của Trung đoàn Xe tăng Hoàng gia số 7, đã tấn công Nibeiwa từ phía tây bắc, nơi trinh sát báo cáo là khu vực yếu nhất. Đến 8:30 sáng, Nibeiwa thất thủ; tướng Maletti tử trận trong cuộc giao tranh cùng với 818 người, 1.338 người bị thương; 2.000 quân Ý và Libya bị bắt làm tù binh. Một số lượng lớn đồ tiếp tế đã rơi vào tay quân Anh, thương vong của quân Anh là 56 người.

#### The Tummars
Cuộc tấn công vào phía Tây Tummar bắt đầu lúc 1 giờ 50 phút, sau khi Trung đoàn Xe tăng Hoàng gia số 7 được tái tiếp tế nhiên liệu và pháo binh đã bắn phá vào các tuyến phòng thủ trong một giờ. Một hướng tấn công khác từ phía tây bắc được thực hiện và những chiếc xe tăng bắt đầu phá vỡ vòng vây, hai mươi phút sau đó là bởi bộ binh. Quân phòng thủ Ý đã kháng cự lâu hơn quân phòng thủ ở Nibeiwa nhưng đến 4 giờ chiều. Tummar Tây bị tràn ngập ngoại trừ phía đông bắc. Những chiếc xe tăng bắt dầu tiến về phía Đông Tummar, phần lớn bị bắt làm tù binh khi màn đêm buông xuống. Lữ đoàn thiết giáp số 4 đã tiến đến Azziziya, nơi mà 400 quân Ý đầu hàng và các đội tuần tra hạng nhẹ của đơn vị Kỵ binh số 7 tiến lên để cắt đứt con đường từ Sidi Barrani đến Buq Buq, trong khi những chiếc xe thiết giáp của đơn vị Kỵ binh số 11 di chuyển xa hơn về phía tây. Các xe tăng của Lữ đoàn thiết giáp số 7 được đưa vào lực lượng dự bị sẵn sàng đánh chặn một cuộc phản công của quân Ý. Sư đoàn 2 Libya mất 26 sĩ quan và 1.327 người, 32 sĩ quan và 804 lính bị thương, những người sống sót bị bắt làm tù binh.

#### Maktila
Không biết về tình hình tại Tummars, Selby cử các đơn vị chiếm các lối ra phía tây khỏi Maktila nhưng Sư đoàn 1 Libya đã đi qua và trốn thoát thành công.Lực lượng của Selby tiếp tục rút lui khi Sư đoàn 1 Libya di chuyển 15 dặm (24 km) từ Maktila đến Sidi Barrani và di chuyển một phần đội hình vào cồn cát ở phía bắc đường ven biển. Những chiếc xe tăng tuần tra của Trung đoàn xe tăng Hoàng gia số 6 đã di chuyển trong một cơn bão cát và tràn qua cồn cát có quân Ý vào khoảng 5:15 chiều, sau đó gia nhập vào Lực lượng Selby để tiếp tục truy đuổi. Các lực lượng phòng thủ Ý đã bị bắt làm tù binh tại Sidi Barrani, trong một cái túi có diện tích là 10 x 5 dặm (16,1 x 8,0 km) lùi về phía biển. Khi quân Anh tấn công lần nữa vào rạng sáng ngày 11 tháng 12, quân Ý đầu hàng hàng loạt ở khắp nơi, ngoại trừ Điểm 90, nơi đơn vị Sư đoàn 2 Libya kháng cự trong một thời gian ngắn, sau đó là đầu hàng với 2.000 quân bị bắt làm tù binh.

#### Sidi Barrani, Buq Buq và Sofafi
Bài chi tiết: Trận Sidi Barrani
Vào ngày 10 tháng 12, Lữ đoàn bộ binh 16 được điều động từ lực lượng dự bị của Sư đoàn 4 Ấn Độ cùng với một phần lực lượng của Lữ đoàn 11 Ấn Độ dưới quyền chỉ huy, di chuyển bằng xe tải để tấn công vào Sidi Barrani. Trong khi di chuyển qua bãi đất trống, có một số thương vong đã xảy ra nhưng với sự yểm trợ của pháo binh và đơn vị Trung đoàn Xe tăng Hoàng gia số 7, lực lượng tấn công đã chặn đường ra ở phía nam và tây nam đến Sidi Barrani lúc 1:30 chiều. Quân Anh tấn công lúc 4:00 chiều dưới sự hỗ trợ bởi lực lượng pháo binh của sư đoàn và thị trấn thất thủ vào lúc hoàng hôn; các đơn vị còn lại của hai Sư đoàn Libya và 4 CC.NN. Sư đoàn "3 Gennaio" bị mắc kẹt giữa Lữ đoàn bộ binh 16 và Lực lượng của Selby. Vào ngày 11 tháng 12, Lực lượng của Selby cùng một số xe tăng đã tấn công và áp đảo được Sư đoàn 1 Libya và đến tối, Sư đoàn 4 CC.NN "3 Gennaio" đầu hàng. Vào ngày 11 tháng 12, Lữ đoàn thiết giáp số 7 được lệnh di chuyển để giải vây cho Lữ đoàn thiết giáp số 4 ở khu vực Buq Buq, càn quét và bắt được một số lượng lớn tù binh và vũ khí. Một đội tuần tra từ Đội hỗ trợ số 7 tiến vào Rabia và không tìm thấy quân Ý; Sư đoàn bộ binh 63 "Cirene" đã rút khỏi Rabia và Sofafi ngay trong đêm. Lữ đoàn thiết giáp số 4 nhận được mệnh lệnh phải chặn đường rút lui của quân Ý ở phía tây Sofafi nhưng đã quá muộn, quân Ý rút lui thành công theo các vách đá và gia nhập vào lực lượng Ý tại Halfaya. Thương vong của quân Ý là 2.184 người chết, 2.287 người bị thương và 38.000 người bị bắt.

#### Khai thác
Trong vài ngày tiếp theo, Lữ đoàn thiết giáp số 4 ở trên vách đá và Lữ đoàn thiết giáp số 7 trên bờ biển, đã cố gắng truy đuổi quân địch nhưng các vấn đề về tiếp tế và số lượng lớn tù binh (gấp hai mươi lần số lượng dự kiến) đã cản trở cuộc tiến công. Quân Ý tập trung đông đúc dọc theo con đường ven biển và rút lui khỏi Sidi Barrani và Buq Buq, bị Terror và hai pháo hạm bắn phá, vốn đã bắn vào khu vực Sollum cả ngày và đêm 11 tháng 12. Vào cuối ngày 12 tháng 12, các vị trí duy nhất còn lại của Ý ở Ai Cập là còn tiếp cận được Sollum và khu vực của Sidi Omar.
Quân Ý thiệt hại 38.289 người thương vong, hầu hết đều bị bắt làm tù binh, 73 xe tăng và 237 khẩu súng các loại, trong khi đó 634 quân Anh chịu thương vong. Lực lượng Sa mạc Tây tạm dừng tấn công để tái tổ chức và sau đó di chuyển nhanh chóng về phía tây dọc theo Via della Vittoria, qua đèo Halfaya và tái chiếm Pháo đài Capuzzo ở Libya. Vào ngày 7 tháng 12, các máy bay ném bom Wellington từ Malta và các máy bay ném bom Blenheim từ Ai Cập đã thực hiện các cuộc ném bom vào các căn cứ không quân của Ý tại Castel Benito, Benina và El Adem, cuộc tấn công vào Castel Benito là đặc biệt thành công, với các cuộc tấn công vào năm nhà chứa máy bay và bắn phá nhiều máy bay Ý; các cuộc tấn công vẵn tiếp tục cho đến cuối năm.

### Truy đuổi

#### Sollum, Halfaya và Pháo đài Capuzzo
Bài chi tiết: Pháo đài Capuzzo
Việc khai thác được tiếp tục bởi hai lữ đoàn thiết giáp và Đội hỗ trợ số 7, với các đơn vị bộ binh của Lữ đoàn bộ binh 16 (đã tách ra từ Sư đoàn 4 Ấn Độ) theo sau. Đến ngày 15 tháng 12, Sollum và đèo Halfaya thất thủ và quân Anh đã đi qua các đơn vị phòng thủ của Ý ở xa hơn về phía nam trong sa mạc. Pháo đài Capuzzo, cách 64 km (40 dặm) trong đất liền ở cuối giới tuyến, đã bị Sư đoàn Thiết giáp số 7 đánh chiếm vào tháng 12 năm 1940, khi họ tiến về phía tây đến Bardia. Sư đoàn thiết giáp số 7 tập trung về phía tây nam Bardia, chờ đợi Sư đoàn 6 Úc xuất hiện. Tính đến thời điểm này, WDF đã bắt được 38.300 tù binh và thu được 237 khẩu súng các loại và 73 xe tăng, trong khi đó thương vong của WDF là 133 người chết, 387 người bị thương và 8 người mất tích.

#### Bardia
Bài chi tiết: Trận Bardia
Sư đoàn 6 Úc (Thiếu tướng Iven Mackay) tấn công Quân đoàn XXIII Ý (Trung tướng [Generale di Corpo d'Armata] Annibale Bergonzoli) tại Bardia từ ngày 3 đến ngày 5 tháng 1 năm 1941, được yểm trợ bằng không quân, hải quân và pháo binh. Lữ đoàn bộ binh Úc 16 tấn công vào lúc bình minh sáng từ phía tây, nơi hệ thống phòng thủ được cho là yếu. Công binh đã thổi tung những khoảng trống trên hàng rào dây thép gai bằng ngư lôi Bangalore, sau đó lấp đầy và phá vỡ các mặt của hào chống tăng bằng cuốc và xẻng. Bộ binh Úc và 23 xe tăng Matilda II của Trung đoàn Xe tăng Hoàng gia số 7, vượt qua hệ thống phòng thủ của Ý và bắt sống 8.000 người. Lữ đoàn bộ binh Úc số 17 đã khai thác lỗ thủng được tạo ra trong vành đai và áp sát về phía nam, xa đến tận một tuyến phòng thủ thứ cấp được gọi là tuyến Switch. Vào ngày thứ hai, Lữ đoàn bộ binh Úc 16 chiếm được Bardia, chia cắt pháo đài ra làm đôi. Hàng ngàn người đã bị bắt làm tù binh và tàn quân phòng thủ Ý chỉ giữ phần phía bắc và cực nam của pháo đài. Vào ngày thứ ba, Lữ đoàn bộ binh Úc 19 tiến về phía nam từ Bardia, được hỗ trợ bởi pháo binh và 6 xe tăng Matilda còn lại. Lữ đoàn 17 Bộ binh Úc tấn công và hai lữ đoàn đã thu hẹp khu vực phía nam của pháo đài. Các đơn vị phòng thủ của Ý ở phía bắc đầu hàng trước Lữ đoàn bộ binh Úc 16 và Đội yểm trợ số 7 bên ngoài pháo đài; khoảng 25.000 binh sĩ đã bị bắt, cùng với 400 khẩu súng các loại, 130 xe tăng hạng nhẹ và hạng trung và hàng trăm phương tiện cơ giới. Thương vong của quân Ý cũng bao gồm 1.703 người chết và 3.740 người bị thương.

#### Chiếm đóng Tobruk
Bài chi tiết: Quân Anh chiếm đóng Tobruk

#### Derna–Mechili
Bài chi tiết: Cụm Babini và Các hoạt động quân sự tại Mechili, 24 tháng 1 năm 1942
Khu vực phía đông dãy núi Jebel Akhdar do Quân đoàn XX (trung tướng Annibale Bergonzoli) trấn giữ cùng Sư đoàn bộ binh 60 "Sabratha" và Tập đoàn quân Babini, có 120 xe tăng. Lực lượng tăng - thiết giáp bao gồm 82 xe tăng M.13/40 mới, cần mười ngày để có thể đủ sức chiến đấu nhưng dù sao cũng đã được gấp rút tiến về phía trước. Sư đoàn Sabratha tổ chức phòng tuyến từ Derna, dọc theo Wadi Derna đến Mechili, cùng với quân của Babini tại Mechili, Giovanni Berta và Chaulan, bảo vệ bên sườn và hậu phương bộ binh. Vào ngày 23 tháng 1, Tư lệnh Tập đoàn quân 10, Tướng Giuseppe Tellera ra lệnh phản công chống lại quân Anh để tránh sự bao vây của Quân đoàn XX từ phía nam. Ngày hôm sau, quân Babini, với mười đến mười lăm chiếc M.13 / 40, tấn công đơn vị Kỵ binh số 7 khi họ tiến về phía tây để cắt đứt con đường mòn Derna-Mechili ở phía bắc Mechili. Quân Anh nhanh chóng rút lui, kêu gọi sự trợ giúp từ Trung đoàn Xe tăng Hoàng gia số 2, tuy nhiên đơn vị này đã tự ý bỏ qua các tín hiệu. Người Anh bị mất một số xe tăng và bắn hạ 2 chiếc M.13, cho đến cuối cùng, đơn vị Trung đoàn Xe tăng hoàng gia số 2 được huy động, bắt được những chiếc xe tăng Ý dàn hàng ngang trên một sườn núi và bắn hạ 7 chiếc M.13, mất một xe tăng tuần tra và 6 xe tăng hạng nhẹ.
Ở phía bắc, Tiểu đoàn 2/11 Úc giao tranh với Sư đoàn Sabratha và các đại đội Bersaglieri của Tập đoàn quân Babini tại sân bay Derna, tiến chậm hơn trước sự kháng cự quyết liệt. Lữ đoàn 19 Úc bắt đầu di chuyển vào buổi sáng và các máy bay ném bom và máy bay tiêm kích của Ý đã tấn công quân Úc. Quân Ý bắt đầu càn quét bằng pháo dã chiến và súng máy, ngăn chặn bước tiến của quân Úc cách mục tiêu 3.000 yd (2.700 m). Vào ngày 26 tháng 1, Tiểu đoàn 2/4 Úc cắt con đường Derna – Mechili và một đại đội vượt qua Wadi Derna trong đêm chống lại các cuộc phản công táo bạo của Ý. Quân Ý đã có được sự yên tĩnh vào đêm 28 rạng ngày 29 tháng 1, trước khi quân phòng thủ bị mắc kẹt và các đơn vị phía sau của Tập đoàn quân Babini đã phá hủy các con đường, gài mìn và bẫy chông và tìm cách tiến hành một số cuộc phục kích khéo léo, làm chậm bước tiến của quân Anh. Derna thất thủ vào ngày 29 tháng 1 mà không gặp sự kháng cự và quân Úc bắt đầu truy đuổi dọc theo Via Balbia, áp sát Giovanni Berta trong ngày 31 tháng 1.

#### Trận Beda Fomm
Bài chi tiết: Trận Beda Fomm
Vào cuối tháng 1, quân Anh biết được rằng quân Ý đang rút lui dọc theo Litoranea Balbo (Via Balbia) từ Benghazi. Sư đoàn Thiết giáp số 7 được điều động để đánh chặn tàn quân của Tập đoàn quân 10 bằng cách di chuyển qua sa mạc, phía nam Jebel Akhdar (Núi Xanh) qua Msus và Antelat, khi Sư đoàn 6 Úc đang truy đuổi quân Ý dọc theo con đường ven biển, phía bắc của jebel. Địa hình đã làm chậm tốc độ di chuyển xe tăng Anh và Lực lượng Combe (Trung tá John Combe). Cuối ngày 5 tháng 2, Lực lượng Combe đã đến Via Balbia ở phía nam Benghazi và thiết lập các chốt chặn đường bộ gần Sidi Saleh, cách Ajedabia khoảng 32 km (20 dặm) về phía bắc và cách Antelat 30 dặm (48 km) về phía tây nam; các đơn vị đi đầu của Tập đoàn quân 10 đến sau ba mươi phút. Ngày hôm sau, quân Ý tấn công để phá vỡ rào cản và tiếp tục tấn công cho đến ngày 7 tháng 2. Khi quân tiếp viện của Anh đến và quân Úc tiến xuống con đường từ Benghazi, tàn quân của Tập đoàn quân 10 đầu hàng. Từ Benghazi đến Agedabia, quân Anh bắt 25.000 người làm tù binh, 107 xe tăng và 93 khẩu súng các loại.

## Các diễn biến trên sa mạc

### Giarabub, Kufra và Uweinat
Bài chi tiết: Cuộc vây hãm Giarabub và Chiếm đóng Kufra

Bản đồ Kufra Oasis và Murzuk

Quân đồn trú Ý đóng tại Giarabub cách Sollum 240 km về phía nam, ở Ốc đảo Kufra, Jalo tại cực tây Biển Cát Lớn và ở Murzuk cách Tripoli 800 km về phía nam. Ốc đảo Giarabub bị Trung đoàn Kỵ binh số 6 Úc cùng một tiểu đoàn bộ binh Úc tấn công vào tháng 1 năm 1941 và thất thủ trong tháng 3. Xa hơn về phía nam, ở phía bên kia Biển Cát, ốc đảo Kufra bị lực lượng Pháp quốc Tự do tấn công từ phía Châu Phi Xích Đạo thuộc Pháp, phối hợp với quân tuần tra Cụm Sa mạc Tầm xa (LRDG). Xa hơn về phía tây, trên biên giới với Tchad, căn cứ của quân Ý tại Murzuk cũng bị tập kích trong tháng 1, khi 1 đội tuần tra thuộc Đơn vị Tuần tra Tầm xa mới và 1 tù trưởng địa phương di chuyển 2.100 km để đến gặp nhau tại nơi hẹn gần Kayugi với 1 phân đội nhỏ Pháp Tự do. Lực lượng này đã tấn công Murzuk và phá hủy 3 máy bay cùng 1 nhà chứa máy bay; viên chỉ huy người Pháp bị giết, phần lớn quân Ý đầu hàng và bị bắt làm tù binh. Những người đột kích sau đó đã bắn phá 3 vị trí công sự rồi rời đi.

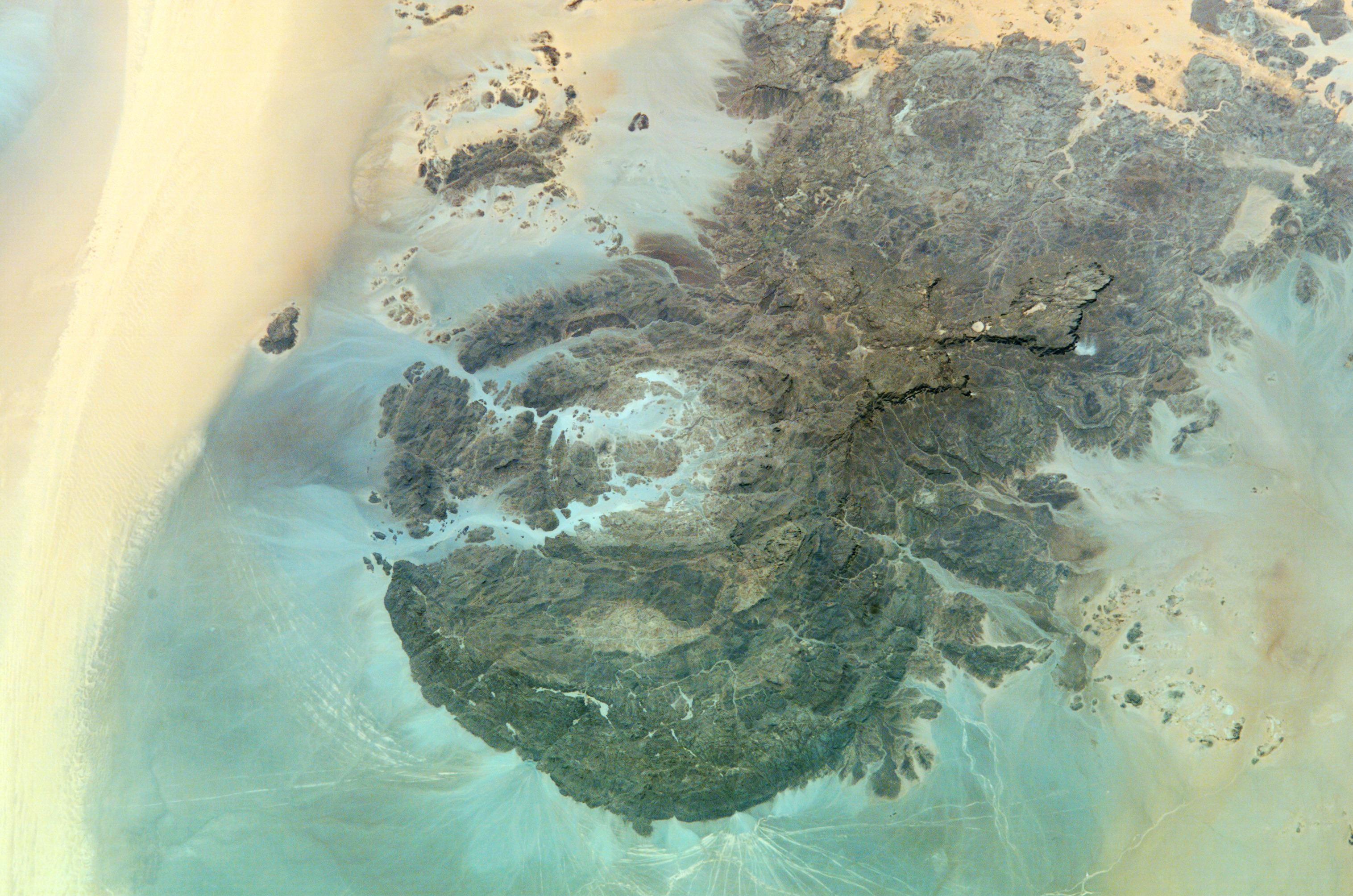
Jebel Uweinat

Tại Jebel Uweinat, một khối núi cao 1.800 mét và sâu 970 km trong nội địa, nằm giữa ngã ba biên giới Ai Cập, Libya và Sudan, có những khu đổ bộ với 1 đồn quân Ý. Căn cứ này là tiền đồn Ý ở gần Đông Phi thuộc Ý nhất và từ đây có thể tiến hành đột kích vào Wadi Halfa thuộc Sudan. Việc phá hủy các xưởng sửa chữa và trạm đường sắt, cũng như đánh đắm các tàu trên sông Nin có thể dẫn đến cắt đứt liên lạc giữa Khartoum và Cairo. Các đội tuần tra Anh đã ghé Faya và gặp một phân đội Pháp khác của tướng Philippe Leclerc để tiến đánh Kufra. Quân Anh bị máy bay bắn phá và bị các xe thiết giáp thuộc Ý thuộc Đại đội Ô tô Sahara tấn công và thiệt hại nhiều xe tải. Leclerc quyết định rằng tấn công Kufra là không khả thi và số quân Anh còn lại liền trở lại Cairo, sau chuyến hành trình dài 45 ngày qua 6.900 km. Kufra bị quân Pháp chiếm ngày 1 tháng 3 và trở thành căn cứ mới của Cụm Sa mạc Tầm xa từ tháng 4.

## Hậu quả

### Thương vong
| Sidi Barrani      | 38,289  | 73  | 297 |  |  |
| Sidi Omar         | 900     | 0   | 8   |  |  |
| Bardia            | 42,000  | 130 | 275 |  |  |
| Tobruk            | 25,000  | 87  | 208 |  |  |
| Mechili           | 100     | 13  | 0   |  |  |
| Derna Benghazi    | 2,000   | 10  | 24  |  |  |
| Benghazi Agedabia | 25,000  | 107 | 93  |  |  |
| Tổng cộng         | 133,298 | 420 | 845 |  |  |
|                   |         |     |     |  |  |

Lực lượng Sa mạc Tây tổn thất 500 người chết, 55 mất tích và 1.373 bị thương. Không quân Hoàng gia Anh mất 26 máy bay, gồm 6 chiếc Hurricane, 5 chiếc Gladiator, 3 chiếc Wellington, một chiếc Valentia và 11 chiếc Blenheim. Số lượng máy bay không còn có thể hoạt động lớn hơn nhiều do những tổn hại không thể sửa chữa nhanh chóng vì thiếu phụ tùng thay thế, một vấn đề ngày càng trở nên trầm trọng do việc quân Ý sử dụng đạn nổ (vì lý do này mà trong một cuộc tập kích vào Bardia ngày 14 tháng 12 do 9 máy bay Blenheim thực hiện, đã có tổn thất 1 máy bay bị bắn hạ và 7 chiếc khác bị thương). Tập đoàn quân số 10 Ý mất 133.298 bị bắt, 420 xe tăng và 845 pháo.

### Các hoạt động tiếp theo
Một tuần sau khi quân Ý ở Beda Fomm đầu hàng, Ủy ban Quốc phòng ở London đã ra mệnh lệnh tới Cyrenaica là chỉ giữ lại lực lượng tối thiểu và chuyển số quân còn lại đến Hy Lạp. Lực lượng Sa mạc Tây (giờ là Quân đoàn XIII), Sư đoàn Úc số 6 được trang bị đầy đủ và không có nhiều tổn thất đến thay thế. Sư đoàn Thiết giáp số 7 đã hoạt động được 8 tháng, các trang thiết bị máy móc đã bị hao mòn và được rút về để sửa chữa trang bị lại. 2 trung đoàn thuộc Sư đoàn Thiết giáp số 2 cùng với Lực lượng Sa mạc Tây cũng bị hao mòn, sư đoàn này chỉ còn lại 4 trung đoàn xe tăng. Sư đoàn Úc số 6 tới Hy Lạp trong tháng 3 với một cụm lữ đoàn thiết giáp của Sư đoàn Thiết giáp số 2; phần còn lại của sư đoàn này và Sư đoàn Úc số 9 mới đến (trừ 2 lữ đoàn và hầu hết lực lượng vận tải đã phái đến Hy Lạp) được thay thế bởi 2 lữ đoàn trang bị kém thuộc Sư đoàn Úc số 7. Sư đoàn này tiếp quản Cyrenaica, với giả định rằng quân Ý sẽ không thể bắt đầu phản công cho đến tháng 5, cho dù có được Đức tiếp viện đi nữa.
Sư đoàn Thiết giáp số 2 tại có Lữ đoàn Thiết giáp số 3, với 1 trung đoàn xe tăng hạng nhẹ không đủ lực lượng, 1 trung đoàn thứ hai sử dụng các xe tăng bắt được của Ý và 1 trung đoàn xe tăng hành trình từ giữa tháng 3, với các xe tăng đã bị hao mòn. Cụm Yểm trợ số 2 chỉ có 1 tiểu đoàn mô tô, 1 trung đoàn pháo dã chiến, 1 khẩu đội chống tăng và 1 đại đội súng máy; phần lớn lực lượng vận tải của sư đoàn đã bị điều đến Hy Lạp. Chỉ vài ngàn quân của Tập đoàn quân số 10 Ý thoát khỏi thảm họa tại Cyrenaica, nhưng Tập đoàn quân số 5 ở Tripolitania vẫn có 4 sư đoàn. Các đồn lũy Sirte, Tmed Hassan và Buerat được tăng viện từ Ý, nâng tổng quân số 2 tập đoàn quân số 10 và số 5 lên khoảng 150.000 người. Quân tiếp viện của Đức đã được phái tới Libya để tạo nên một phân đội chặn (Sperrverband) theo Chỉ thị 22 của Hitler (ngày 11 tháng 1), đây là những đơn vị đầu tiên của Quân đoàn châu Phi do tướng Erwin Rommel chỉ huy. Ngày 25 tháng 3 năm 1941, Graziani bị thay thế bằng tướng Gariboldi.

## Những câu nói nổi tiếng về chiến dịch
- Bonner Fellers: "Đại tướng Wavell đã bảo tôi rằng họ sẽ diễn tập, nên tôi đã tới để xem, và thánh thần ơi — đúng là thế thật".
- Một sĩ quan vô danh của trung đoàn Bảo vệ Coldstream mô tả các tù binh bị bắt: "Chúng tôi có khoảng 5 mẫu sĩ quan và 200 mẫu các cấp bậc khác" (lần lượt tương ứng là khoảng 20.000 và 810.000 mét vuông).
- Anthony Eden: (sau trận Bardia) "Chưa bao giờ có rất nhiều người đầu hàng rất nhiều trước rất ít người như thế".
- Rodolfo Graziani: (viết cho Mussolini sau thất bại) "Trên chiến trường này một sư đoàn thiết giáp đơn lẻ cũng quan trọng hơn cả một tập đoàn quân [bộ binh]".[47]
- Adolf Hitler: (nói vui với các tướng lĩnh) "Thất bại có tác dụng lành mạnh là một lần nữa đè nén những tuyên bố của người Ý trở về bên trong giới hạn tự nhiên về năng lực của người Ý".[48]